# Cascara
A cascara (spanyolul „héj”, „burok”) vagy kávécseresznye-tea a kávécseresznye külső, szárított héjából készített ital, amely a kávébab feldolgozása során keletkező melléktermék felhasználásával jön létre. Bár megjelenésében és elkészítési módjában sok tekintetben hasonlít a hagyományos teákhoz – mivel nem a *Camellia sinensis* növényből származik – technikailag nem sorolható teafélék közé. Az utóbbi években a specialty kávékultúra, a fenntarthatósági szempontok és a fogyasztói igények változása miatt a cascara újra felfedezett és innovatív italnak számít.

## Bevezetés
A cascara a kávéipar melléktermékéből származó, hagyományosan elhanyagolt részek újrahasznosításával jött létre. Az ital fogyasztása a fenntartható fejlődés, a hulladékcsökkentés és az innovatív kávékultúra jegyében kapott új értelmet. A cascara kiváló példa arra, hogyan lehet a hagyományos iparágakban rejlő melléktermékeket magas értékű, különleges termékké alakítani, miközben csökken a környezeti terhelés.

## Eredet és történeti háttér
A cascara fogyasztásának hagyománya több évszázadra nyúlik vissza, elsősorban az etiópiai és jemenit régiókban, ahol az ital ismert volt „qishr” néven.  
- Etiópia: A kávé őshazájában a kávécseresznye feldolgozása során keletkező héjat nem csupán hulladékként kezelték, hanem különleges ital alapanyagaként hasznosították. Az etióp hagyományok szerint a *qishr* fűszeres, enyhén savanykás ízvilággal és aromás jegyekkel járult hozzá a mindennapi étkezésekhez.
- Jemen: Jemenben a cascara fogyasztása a kávékészítés szerves részévé vált, ahol a helyi receptúrák szerint az ital készítése egyszerű, de precíz eljárást követ, így az ital a társadalmi és kulturális élet részévé nőtte ki magát.

A globalizáció és a specialty kávékultúra elterjedésével a cascara nemcsak a hagyományos fogyasztói körökben, hanem a nemzetközi piacokon is ismertségre tett szert, így ma már számos országban megvannak a saját, helyi variációi.

## Gyártási és feldolgozási technológiák
A cascara előállítása több lépésből áll, amelyek során a kávécseresznye külsejét gondosan elkülönítik a kávébaboktól, majd megfelelő technológiával dolgozzák fel. A folyamat hagyományos és modern módszerek kombinációján alapul, melyek célja a végtermék ízének, minőségének és fenntarthatóságának biztosítása.

### Gyümölcs leválasztása
A kávécseresznye feldolgozása során az első lépés a bab és a héj szétválasztása. Ezt általában mechanikus módszerekkel végzik, melynek célja a minél tisztább és sértetlen héj kinyerése, mivel a termék minősége nagymértékben függ az alapanyag tisztaságától.

### Tisztítás és válogatás
A leválasztott héjakat alaposan megmossák, majd kézi vagy gépi válogatásnak vetik alá. Ezzel biztosítják, hogy a termelési folyamatban csak a legjobb minőségű, sértetlen héjak kerülnek további feldolgozásra.

### Szárítási eljárások
A tisztított héjakat általában napfényen szárítják, bár modern ipari létesítményekben hőszárító berendezéseket is használnak. A szárítási idő és körülmények nagyban befolyásolják az ital végső ízét és aromáját, ezért a megfelelő szárítási technika kiválasztása kulcsfontosságú.

### Fermentációs folyamatok
Bizonyos területeken a cascara előállítása során alkalmaznak fermentációs eljárásokat, melyek során a héj természetes enzimatikus reakciókon megy keresztül. A fermentáció további komplex ízjegyeket adhat az italnak, és javíthatja annak tárolhatóságát.

### Modern technológiák és innovációk
Az utóbbi években a technológiai újítások lehetővé tették a cascara feldolgozásának optimalizálását. Automatizált válogató- és szárító rendszerek, valamint fejlett csomagolási technológiák alkalmazásával a termelés nemcsak hatékonyabbá, hanem környezetbarátabbá is vált. Ezek az újítások segítik a minőség állandóságát és a globális piacra történő versenyképes belépést.

## Ízprofil és fogyasztási módok
A cascara jellegzetes ízvilága és aromája számos tényezőtől függ:
- Ízprofil: Az ital íze gyakran enyhén gyümölcsös, bogyós és virágos jegyeket tartalmaz, melyek mellett fűszeres, akár enyhén savanykás ízek is megjelenhetnek. Az ízprofil az adott kávécseresznye fajtájától, a termesztés körülményeitől és a feldolgozás módjától függ.
- Fogyasztási módok: A cascara leggyakrabban forró vízzel készített ital formájában ismert, de hideg kivonattal készült, jeges változatok és szénsavas italok is elérhetők. Egyes specialty kávézók kreatív módon koktélokban vagy egyéb gasztronómiai felhasználásban is alkalmazzák.
- Kulináris alkalmazások: Az ital önmagában fogyasztható, de egyre gyakrabban kerül be különféle desszertek, szörpök és egyedi koktélreceptek összetevőjeként, melyek új dimenziókat nyitnak a gasztronómiai élmények terén.

## Egészségügyi hatások és táplálkozási érték
A cascara egészségügyi előnyei és táplálkozási értéke egyre nagyobb figyelmet kap a kutatók körében:
- Koffeintartalom: Bár a cascara tartalmaz koffeint, mennyisége általában alacsonyabb, mint a kávéban található, így az ital ideális alternatíva lehet azok számára, akik mérsékelt élénkítő hatásra vágynak.
- Antioxidánsok és polifenolok: Számos tanulmány kimutatta, hogy a cascara gazdag antioxidánsokban, polifenolokban és egyéb bioaktív vegyületekben, amelyek hozzájárulhatnak a sejtek védelméhez és az oxidatív stressz csökkentéséhez.
- Emésztést segítő hatások: A hagyományos felhasználásban a cascara népszerű volt emésztést elősegítő, illetve enyhe méregtelenítő italnak számítva. Bár a tudományos kutatások még folyamatban vannak, előzetes eredmények pozitív képet festenek.
- Tápanyag-összetétel: A cascara kisebb mennyiségben tartalmaz vitaminokat és ásványi anyagokat, így kiegészítő táplálkozási értékkel bírhat, különösen a természetes, feldolgozatlan termékek piacán.

## Fenntarthatóság és környezeti előnyök
A cascara előállítása a kávéipar körforgásos gazdálkodásának egyik kulcsfontosságú eleme:
- Hulladékcsökkentés: A kávécseresznye feldolgozásából eredő melléktermékek újrahasznosítása jelentősen csökkenti a termelés során keletkező hulladék mennyiségét, így környezeti előnyökkel jár.
- Erőforrás-hatékonyság: Azáltal, hogy a már meglévő nyersanyagokból készítenek értékes terméket, a cascara hozzájárul az erőforrások optimális felhasználásához és a zöld technológiák fejlődéséhez.
- Környezetbarát technológiák: A modern, automatizált feldolgozó rendszerek és a napenergián alapuló szárítási módszerek révén a cascara előállítása egyre inkább fenntarthatóvá válik, csökkentve a fosszilis energiaforrásoktól való függőséget.
- Cirkuláris gazdaság: A cascara piaca ösztönzi a körforgásos gazdasági modellek kialakítását, melyek célja a hulladék minimalizálása és a gazdasági érték maximalizálása.

## Kereskedelmi forgalmazás, piaci trendek és gazdasági jelentőség
A cascara az elmúlt években jelentős piaci növekedést mutatott:
- Termékváltozatok: A cascara többféle formában elérhető – laza szárított héj, előre adagolt filteres változat, koncentrált kivonatok, illetve szénsavas italok. Az egyre diverzifikálódó termékvonalak a fogyasztói igények széles skáláját hivatottak kielégíteni.
- Piaci trendek: A specialty kávézók és innovatív italgyártók körében növekszik az érdeklődés a cascara iránt. A fenntarthatóság és az egészségtudatos fogyasztás iránti vágy együtt jár a cascara elterjedésével. A piac egyes szereplői kísérleteznek új receptekkel, melyek a tradicionális előállítási módszereket ötvözik modern gasztronómiai trendekkel.
- Gazdasági hatás: A cascara piacának bővülése nemcsak a nagy kávétermelő országokban, hanem a kisebb, helyi gazdálkodók számára is új bevételi forrást jelent. Emellett a termék exportja hozzájárul a nemzetközi kávéipari láncok diverzifikálásához és a fenntartható fejlődési célok eléréséhez.
- Mathias Rex – Kolumbiai Cascara:

Magyarországon is megjelentek olyan cascara-alapú termékek, mint a Mathias Rex – Kolumbiai Cascara, melyet a Rex Kávé vállalkozás forgalmaz. Ez a termék kolumbiai eredetű kávécseresznyéből készül, és elsősorban filterezhető, teához hasonló formában kerül forgalomba, így támogatva a specialty kávékultúra mellett a fenntartható, kávéalapú melléktermékek piaci terjedését.

## Kulturális jelentőség és regionális variációk
A cascara nem csupán egy ipari melléktermék, hanem számos kultúrában mélyen gyökerező hagyományokkal rendelkezik:
- Hagyományos receptek: Etiópiában és Jemenben a cascara alapú italok – mint a *qishr* – évszázadok óta jelen vannak, és szerves részét képezik a helyi gasztronómiai hagyományoknak.
- Regionális sajátosságok: A cascara íze, előállítási módja és fogyasztási szokásai régiónként eltérőek lehetnek. Míg egyes térségekben az ital inkább fűszeres és savanykás, addig máshol a gyümölcsös, bogyós jegyek dominálnak.
- Modern interpretációk: A globalizáció hatására a hagyományos cascara receptek modern változatokban is megjelennek, ahol a régi és az új technológiák ötvözése új ízélményt teremt a fiatalabb fogyasztók számára.
- Kulturális örökség: A cascara, mint a kávéipar mellékterméke, szimbolizálja az erőforrások fenntartható felhasználását, így a modern környezettudatos mozgalmak egyik ikonikus eleme lett.

## Tudományos kutatások és jövőbeli fejlesztések
A cascara kapcsán számos tudományos vizsgálat és innováció zajlik:
- Kémiai összetétel: A cascara antioxidáns, polifenol- és flavonoid-tartalmát számos laboratóriumi tanulmány tárgyalta, melyek célja az ital potenciális egészségügyi előnyeinek feltárása.
- Feldolgozási technológiák fejlesztése: Az iparágban folyó kutatások a fermentációs folyamatok optimalizálására, a szárítási eljárások finomhangolására és az új csomagolási technológiák alkalmazására irányulnak, hogy a végtermék minősége és ízprofilja még változatosabb legyen.
- Fogyasztói preferenciák és piaci kutatások: A cascara iránti növekvő érdeklődés miatt folyamatosan zajlanak fogyasztói felmérések, amelyek a termék piacra vitelével, marketingjével és jövőbeli innovációs irányelveivel kapcsolatos stratégiák kialakítását segítik.
- Új felhasználási területek: A kutatások nemcsak az ital formájában történő fogyasztásra koncentrálnak, hanem feltérképezik a cascara alkalmazhatóságát egyéb iparágakban, például élelmiszer-adalékanyagként, kozmetikai termékek alapanyagaként vagy akár bioanyagként a fenntartható csomagolási megoldásokban.

## Jogszabályi és szabályozási kérdések
A cascara piaca növekedésével párhuzamosan megjelentek a jogszabályi és szabályozási kihívások is:
- Élelmiszerbiztonsági előírások: Az egyes országokban eltérő élelmiszerbiztonsági szabályozások vonatkoznak a cascara felhasználására. A terméknek meg kell felelnie a nemzetközi és regionális minőségi előírásoknak, hogy biztonságos fogyasztásra alkalmas legyen.
- Címkézés és eredetmegjelölés: A cascara termékek esetében fontos az eredet, a feldolgozási módszer és az esetleges bioaktív összetevők pontos feltüntetése a csomagoláson, mely elősegíti a fogyasztók tájékoztatását.
- Import-export szabályozás: A globális piacra történő belépés során a cascara előállítóknak figyelembe kell venniük a különböző országok importkorlátozásait és vámeljárásait, amelyek befolyásolhatják a termék elérhetőségét és árazását.

## További irodalom
- Martínez, L. & Gómez, P. (2020). Innovative Processing Methods in Coffee Byproducts. Journal of Sustainable Agriculture, 12(4), 112–128.
- Hassan, A. (2019). Traditional and Modern Uses of Coffee Cherry Husk. Middle Eastern Food Review, 7(2), 59–73.